# ブライアン・マクロード
ブライアン・マクロード（Brian MacLeod、1962年4月27日 - ）は、アメリカ合衆国のセッション・ドラマーにしてソングライターである。グループ87、ワイアー・トレイン、トーイ・マチネー、チューズデイ・ミュージック・クラブのメンバーであり、シェリル・クロウの絶賛されたアルバム『チューズデイ・ナイト・ミュージック・クラブ』に参加している。南カリフォルニア在住。

## 略歴
マクロードは、カリフォルニア州サニーベールで育ち、1976年から1980年までフリーモント高校に通っていた。
アメリカのテレビ番組『The Office』（ペンシルベニア州スクラントンを舞台とする）のテーマを演奏したことで知られるグループ、スクラントンズ (The Scrantones)のメンバーとなる。
マクロードは、マドンナ、レナード・コーエン、ティアーズ・フォー・フィアーズ、シール、クリス・アイザック、メリッサ・エスリッジ、P!NK、クリスティーナ・アギレラ、ケヴィン・ギルバート、ジュエル、スティーヴィー・ニックス、ジギー・マーリー、ティナ・ターナー、ロジャー・ウォーターズ、ロザンヌ・キャッシュ、サラ・バレリス、Dr. Zwig、ザ・ザ、ジョン・ハイアット、グレイス・スリックなど、さまざまなアーティストと演奏している。
マクロードの作詞作曲した楽曲には、シェリル・クロウとの「エヴリデイ・イズ・ア・ワインディング・ロード」「ストロング・イナフ」「A Change Would Do You Good」「Shine Over Babylon」、P!NKとの「Waiting for Love」、バングルスとの「Under a Cloud」、映画『クルーレス』挿入歌の「Supermodel」、ティアーズ・フォー・フィアーズとの「Queen of Compromise」などがある。

## ディスコグラフィ

### ワイアー・トレイン
- In a Chamber (1983年)
- Between Two Words (1985年)
- 『テン・ウィメン』 - Ten Women (1987年)
- Wire Train (1990年)
- 『ノー・ソウル・ノー・ストレイン』 - No Soul No Strain (1992年)
- Snug (2009年)

### 参加アルバム
- グループ87 : A Career In Dada Processing (1984年)
- トーイ・マチネー : 『トーイ・マチネー』 - Toy Matinee (1990年)
- ロジャー・ウォーターズ : 『死滅遊戯』 - Amused to Death (1992年)
- シェリル・クロウ : 『チューズデイ・ナイト・ミュージック・クラブ』 - Tuesday Night Music Club (1993年)
- ケイティ・セイガル : Well... (1994年)
- シェリル・クロウ : 『シェリル・クロウ』 - Sheryl Crow (1996年)
- ジュエル : 『スピリット』 - Spirit (1998年)
- メリッサ・エスリッジ : Breakdown (1999年)
- ローナン・キーティング : 『ローナン』 - Ronan (2000年)
- シェルビィ・リン : 『ラヴ、シェルビィ』 - Love, Shelby (2001年)
- スティーヴィー・ニックス : 『トラブル・イン・シャングリラ』 - Trouble in Shangri-La (2001年)
- シェリル・クロウ : 『カモン・カモン』 - C'mon, C'mon (2002年)
- Kaviar : The Kaviar Sessions (2002年)
- ジギー・マーリー : Dragonfly (2003年)
- ミシェル・ブランチ : 『ホテル・ペイパー』 - Hotel Paper (2003年)
- デルタ・グッドレム : Mistaken Identity (2004年)
- メリッサ・エスリッジ : Lucky (2004年)
- アナスタシア : 『アナスタシア』 - Anastacia (2004年)
- シェリル・クロウ : 『ワイルドフラワー』 - Wildflower (2005年)
- シャルロット・チャーチ : Tissues and Issues (2005年)
- ブランディ・カーライル : Brandi Carlile (2005年)
- イルゼ・デランゲ : The Great Escape (2006年)
- スカイ・エドワーズ : Mind How You Go (2006年)
- ロザンヌ・キャッシュ : Black Cadillac (2006年)
- サラ・バレリス : 『リトルヴォイス』 - Little Voice (2007年)
- カリーナ・ラウンド : Slow Motion Addict (2007年)
- クリス・アイザック : Mr. Lucky (2009年)
- レナード・コーエン : 『ポピュラー・プロブレムズ』 - Popular Problems (2014年)
- ジギー・マーリー : Fly Rasta (2014年)
- アダム・コーエン : We Go Home (2014年)
- ジギー・マーリー : Ziggy Marley (2016年)
- レナード・コーエン : 『ユー・ウォント・イット・ダーカー』 - You Want It Darker (2016年)
- リタ・クーリッジ : Safe in The Arms of Mine (2018年)